# Оранжева лилия
Оранжевите лилии (Hemerocallis fulva) са вид растения от семейство Асфоделови (Asphodelaceae).
Таксонът е описан за пръв път от шведския ботаник и зоолог Карл Линей през 1762 година.

## Вариетети
- Hemerocallis fulva var. angustifolia
- Hemerocallis fulva var. aurantiaca
- Hemerocallis fulva var. disticha
- Hemerocallis fulva var. fulva
- Hemerocallis fulva var. kwanso
- Hemerocallis fulva var. longituba
- Hemerocallis fulva var. pauciflora
- Hemerocallis fulva var. sempervirens